# Sveriges Lärare
Sveriges Lärare är ett svenskt fackförbund inom Saco, grundat den 1 januari 2023 genom en sammanslagning av Lärarförbundet och Lärarnas Riksförbund. Sveriges Lärare är Sveriges tredje största fackförbund. Förbundet organiserar lärare och studie- och yrkesvägledare samt dem som studerar till något av dessa yrken. Förbundets över 300 000 medlemmarna arbetar inom kommunal, privat och statlig sektor, från förskola och grundskola till gymnasium och högskola.

## Historia
Sveriges Lärare bildades den 1 januari 2023 genom en sammanslagning av Lärarförbundet och Lärarnas Riksförbund. I februari 2022 fick medlemmarna i Lärarförbundet och Lärarnas Riksförbund rösta om förslaget att bilda en ny facklig organisering. Medlemmarna röstade ja till att samla hela professionen i samma förbund. Den 21 maj 2022 tog Lärarförbundets kongress och Lärarnas Riksförbunds förbundsmöte beslut om att lägga ner sina respektive förbund och istället bilda Sveriges Lärare.

## Facklig anslutningsgrad
De flesta grundskollärare och gymnasielärare i Sverige är fackligt organiserade i Sveriges Lärare (tidigare Lärarförbundet eller Lärarnas Riksförbund).

### Grundskollärare
Åren 2001–2003 var cirka 89–90 procent av grundskollärarna fackligt anslutna.
Åren 2017–2019 låg grundskollärarnas fackliga organisationsgrad i intervallet 81–84 procent, varav i offentlig sektor 84–86 procent och i privat sektor 63–69 procent. Bland inrikes födda grundskollärare var organisationsgraden 84–86 procent och bland utrikes födda 69–76 procent.

### Gymnasielärare
Åren 2001–2003 var cirka 89–92 procent av gymnasielärarna fackligt anslutna.
Åren 2017–2019 låg gymnasielärarnas fackliga organisationsgrad i intervallet 84–87 procent, varav i offentlig sektor 83–88 procent och i privat sektor 85–87 procent. Bland inrikes födda gymnasielärare var organisationsgraden 85–88 procent och bland utrikes födda 76–84 procent.